# سكوت هوش
سكوت هوش (بالإنجليزية: Scott Hoch)‏ هو لاعب غولف أمريكي، ولد في 24 نوفمبر 1955 في رالي في الولايات المتحدة.

## وصلات خارجية
- سكوت هوش على موقع رابطة لاعبي الغولف المحترفين (الإنجليزية)
- سكوت هوش على موقع رابطة أوروبا للاعبي الغولف المحترفين (الإنجليزية)
- سكوت هوش على موقع رابطة اليابان للاعبي الغولف المحترفين (الإنجليزية)
- سكوت هوش على موقع التصنيف العالمي الرسمي للغولف (الإنجليزية)